# Châtillon (Allier)
Châtillon è un comune francese di 323 abitanti situato nel dipartimento dell'Allier nella regione dell'Alvernia-Rodano-Alpi.

## Società

### Evoluzione demografica
Abitanti censiti